# Maciej Szymanowski
Maciej Szymanowski (Poznań, 1966. január 17. –) lengyel történész, hungarológus, diplomata, újságíró.

## Élete
Hungarológiai tanulmányait a Varsói Egyetem Modern Filológiai Tanszékén folytatta (1991), 2001-ben pedig doktori címet szerzett a krakkói Jagelló Egyetem Történelem Tanszékén. 1987 és 1988 között a legendás lengyel háborús futár és történész, Waclaw Felczak professzor ajánlására a budapesti Eötvös Kollégium ösztöndíjasa lett. 1992 és 1999 között a cseh Respekt hetilap szerkesztője. 2000-től a lengyel Külügyminisztérium alkalmazottja, eleinte a közép-európai államok részlegének munkatársa, később pedig a budapesti Lengyel Intézet (2001–2006), illetve a prágai Lengyel Intézet igazgatója (2006–2012), majd tanácsadó a külügyminiszteri titkárságon (2010–2012), a történelmi politika ügyeiért felelős megbízott (2013). 2013-tól előadó tanár a budapesti Pázmány Péter Katolikus Egyetem Történettudományi Intézetén. Állandó munkatársa a lengyel konzervatív Do Rzeczy hetilapnak, a Radio Wnet rádióállomásnak, valamint a brünni Kontexty havilapnak. Tagja a Lengyel Újságírók Szövetségének (SDP).
Házas, három gyermek édesapja. Felesége, Lucie cseh hungarológus, fordító és publicista, 2014-től az MTVA varsói tudósítója.
Számos tudományos és publicisztikai írás fűződik a nevéhez a közép-európai konzervatív gondolkodás témakörében (többek között a brnói CDK gondozásában megjelent Cseh konzervatív és liberális politika – Česká konzervativní a liberální politika c. kiadvány társszerzője, A jobb szemmel nézve – Pravým okem c. esszéválogatás társszerkesztője). Kutatási területe emellett a nemzeti értékek szerepe a kelet- és közép-európai kommunista rezsimek propagandájában (Wartości narodowe w propagandzie komunistycznej Polski, Czechosłowacji i Węgier w prasie lat 1949-1953). Szakértője a közép-kelet-európai régió geopolitikai kérdéseinek (Nyugattól keletre, Kelettől nyugatra – Na východ od Západu, na západ od Východu, CDK 2015). Foglalkozik továbbá a lengyel történelmi emlékezet problematikájával (résztvevője volt A lengyel történelem külföldi kutatói II. kongresszusának, Krakkó 2012; a Patria Nostra és a lengyel Nemzeti Emlékezet Intézete által szervezett Emlékezet, identitás, felelősség. A német koncentrációs táborok emléke meghamisításának megelőzése nevű konferenciának, Varsó 2014).

## Politikai tevékenység
A 80-as évek végén a lengyel-magyar Szolidaritásban tevékenykedett, valamint az általa kiadott szamizdat-közlönyt szerkesztette. A szervezet delegációjának tagjaként részt vett Nagy Imre 1989-es temetésén.

## Publikációi
Több mint 400 Közép-Európával foglalkozó cikk szerzője.

### Könyvek
- Słownik biograficzny Europy Środkowo-Wschodniej XX wieku (Kelet- és Közép-Európa huszadik századi életrajzi szótára, Varsó 2005, társszerző, ISBN 83-88490-67-2)
- Wartości narodowe w propagandzie komunistycznej Polski, Czechosłowacji i Węgier w prasie lat 1949-1953 (Nemzeti értékek a kommunista Lengyelország, Csehszlovákia és Magyarország propragandájában 1945 és 1953 között, Krakkó 2010, ISBN 978-83-7188-512-9)
- Pravým okem (A jobb szemmel nézve, Brno 2010 (társszerkesztő, ISBN 978-80-7325-211-3)
- Na východ od Západu, na západ od Východu (Nyugattól keletre, Kelettől nyugatra), Brünn 2015, ISBN 978-80-7325-387-5)
- Na východ od Západu, na západ od Východu (Nyugattól keletre, Kelettől nyugatra, második, bővített kiadás), Brno 2018, 265 o., ISBN 978-80-7485-156-8
- Żywe pochodnie (Eleven fáklyák). Csehszlovákia 1968-as megtámadását követő szolidaritás és tiltakozások tanúsága. Szerk. Jan Draus, Maciej  Szymanowski. Wydawnictwo Sejmowe Warszawa 2018, ISBN 978-83-7666-583-2

### Interjúk
- Pavel Otto: Nová vláda v Polsku demokracii neohrozí (Az új kormány nem veszélyezteti a lengyelországi demokráciát), E15 gazdasági napilap, január 2016
- Jan Jandourek: Právo a spravedlnost Polákům skutečně chybí (A jog és az igazságosság ténylegesen hiányzott Lengyelországban), Svobodné fórum, január 2016
- Petr Dvořák: Polsko je nejstředoevropštější ze středoevropských zemí. Rozhovor s Maciejem Szymanowským o vyhraných volbách, střední Evropě, Evropské unii a islámské hrozbě (Lengyelország a leginkább közép-európai valamennyi közép-európai állam közül. Beszélgetés Maciej Szymanowskival a választási győzelemről, Közép-Európáról, az Európai Unióról és az iszlám fenyegetésről), Kontexty 6/2015
- Polskie Radio24: Węgierski Kościół wobec represji stalinowskich (A magyar egyház a sztálini represszió idejében)
- Polskie Radio24: „Otwarcie na Wschód” rządu węgierskiego premiera Viktora Orbana (Orbán Viktor magyar miniszterelnök „keleti politikája“)
- Polskie Radio24: Działania rządu węgierskiego w obliczu kryzysu migracyjnego (A magyar kormány tevékenysége a migrációs válság idején)
- Polskie Radio24: Możliwości współpracy polsko-węgerskiej po polskich wyborach parlamentarnych 2015 (A magyar-lengyel együttműködés lehetőségei a 2015-ös lengyel választások után)
- RadioWnet: Dyplomacja polska po wyborach parlamentarnych 2015 (A lengyel diplomácia a 2015-ös parlamenti választások után)
- TV Republika: Europejski kryzys migracyjny i polityka rządu Węgier (Az európai migrációs válság és a magyar kormány politikája, 2015 ősze)